# Springråttor
Springråttor eller hoppmöss (Dipodidae) är en familj i ordningen gnagare som kännetecknas av långa bakre extremiteter.

## Utseende
Några arter liknar vanliga möss men arterna av släktet ökenspringråttor (Jaculus) hoppar som en känguru på sina bakre extremiteter. Kroppslängden ligger mellan 4 och 26 cm och svansen är 6 till 31 cm lång. Svansen är alltid längre än kroppen och huvudet tillsammans. På grund av att dessa djur är aktiva på natten har de särskilt stora öron och ögon.
Hos vissa medlemmar har bakfötterna bara tre tår och hos de andra är den första och den femte tån mindre än tårna i mitten. De övre framtänderna har i underfamiljen Zapodinae tydliga rännor. Tandformeln är I 1/1 C 0/0 P 0-1/0 M 3/3, alltså 16 till 18 tänder.

## Utbredning
Utbredningsområdet sträcker sig från mellersta Europa och norra Afrika över tempererade och torra zoner av Asien till Kina. Dessutom förekommer springråttor med några få arter i Nordamerika.

## Levnadssätt
Några springråttor lever liksom möss i skogar eller buskland. Under flykt kan de skutta med upp till 2 meter långa hopp. Under natten letar de efter föda som består av bär, frön och insekter. De gömmer sig på dagen i tät undervegetation eller gräver korta tunnlar.
Andra arter är särskilt anpassade till livet i öknar eller halvöknar. På samma sätt som känguruer skuttar de med 3 meter långa hopp. Den långa svansen hjälper djuren att hålla balansen. Även vid långsamma rörelser använder de nästan uteslutande sina bakre extremiteter. I motsats till de förstnämnda arterna har de vidsträckta tunnelsystem.
I Nordamerika finns bara arter som tillhör den förstnämnda typen.

## Systematik
Att springråttor är en monofyletisk grupp betvivlas inte. Ändå indelas gruppen ibland i flera familjer. Grizimek räknar alla arter som liknar vanliga möss i familjen hoppmöss (Zapodidae) och bara de arter som skuttar som kängurur till familjen springråttor (Dipodidae). Shenbrot skiljer gruppen 1992 i fyra familjer och andra auktoriteter har en annan indelning. Den här beskrivna uppdelningen i en familj med sex underfamiljer följer Wilson & Reeder (2005).
- Sicistinae
  - Buskmöss (Sicista)
- Zapodinae
  - Zapus
  - Kinesisk hoppmus (Eozapus), en art
  - skogshoppmus (Napaeozapus), en art
- Cardiocraniinae
  - Femtåig dvärgspringråtta (Cardiocranius), en art
  - Tretåiga dvärgspringråttor (Salpingotus)
  - Salpingotulus
- Euchoreutinae
  - Långörad springråtta (Euchoreutes)
- Dipodinae
  - Pilspringråtta (Dipus), en art
  - Eremodipus
  - Ökenspringråttor (Jaculus)
  - Kamspringråtta (Paradipus), en art
  - Tretåiga sandspringråttor (Stylodipus)
- Allactaginae
  - Hästspringråttor (Allactaga)
  - Bobrinskis hästspringråtta (Allactodipus)
  - Kirgishästspringråtta (Alactagulus), en art
  - Fettsvansade springråttor (Pygeretmus)

Catalogue of Life och Dyntaxa räknar bara 15 släkten med 51 arter till familjen.